# Bent Hansen (Fußballspieler)
Bent Hansen (* 13. September 1933 in Kopenhagen; † 8. März 2001 in Gentofte) war ein dänischer Fußballspieler.

## Karriere

### Verein
Aus der Jugend des B 1903 Kopenhagen hervorgegangen, rückte Hansen zur Saison 1952/53 in die Erste Mannschaft auf. Seine ersten fünf Spielzeiten im Seniorenbereich bestritt er in der 1. Division.
Am Ende der Saison 1956/57 musste er mit seiner Mannschaft in einem Teilnehmerfeld von zehn Mannschaften als Letztplatzierter in die 2. Division absteigen. Zur Spielzeit seitens der Dansk Boldspil-Union übergegangen, ging er 1958 aus dieser als Sieger hervor und kehrte zur Spielzeit 1959 in die 1. Division zurück, in der er bis zum erneuten Abstieg am Ende der Spielzeit 1967 Punktspiele bestritten hatte. Mit den beiden dritten Plätzen 1963 und 1965 erzielte er mit seiner Mannschaft das beste Ergebnis in der Meisterschaft.

### Auswahl-/Nationalmannschaft
Als Spieler der Stævnet, der Auswahl Kopenhagener Fußballspieler, nahm er in drei aufeinanderfolgenden Jahren am Wettbewerb um den Messestädte-Pokal teil. Er debütierte am 7. September 1961 im Erstrundenhinspiel, das in Kopenhagen mit 2:7 gegen Dinamo Zagreb verloren wurde. Bei der 5. und 6. Ausspielung, 1962/63 und 1963/64, kam er in jeweils beiden Erstrundenspielen zum Einsatz. Das Hin- und Rückspiel gegen Hibernian Edinburgh wurde verloren, sowie das Hinspiel gegen den FC Arsenal, der im Rückspiel jedoch mit 3:2 bezwungen werden konnte.
Hansen debütierte als Nationalspieler am 22. Juni 1956 für die B-Nationalmannschaft, die in Oslo gegen die B-Nationalmannschaft Dänemarks 3:3 unentschieden spielte. Sein letztes von fünf Länderspielen für die Zweitvertretung bestritt er am 3. Juni 1963 in Kotka beim 2:1-Sieg über die Zweitvertretung Finnlands.
Für die A-Nationalmannschaft bestritt er in einem Zeitraum von acht Jahren 58 Länderspiele, in denen er ein Tor erzielte. Sein Debüt gab er am 24. September 1958 in Kopenhagen beim 1:1-Unentschieden gegen die Nationalmannschaft Deutschlands. Nach diesem Freundschaftsländerspiel folgten 13 weitere. Sein einziges Länderspieltor gelang ihm am 23. September 1959 in Kopenhagen im Achtelfinalrückspiel der EM-Qualifikation beim 2:2-Unentschieden gegen die Nationalmannschaft der ČSSR mit dem Treffer zum 2:0 in der 19. Minute; sieben weitere EM-Qualifikationsspiele sollte er noch bis 1965 bestreiten. Mit seiner Mannschaft nahm er an der Endrunde der Europameisterschaft 1964 in Spanien teil. Mit dem verloren Halbfinale gegen die Nationalmannschaft der UdSSR und dem verlorenen Spiel um Platz 3 gegen die Nationalmannschaft Ungarns mit 1:3 n. V. bestritt er die beiden möglichen Spiele. Ferner bestritt er fünf WM-Qualifikationsspiele und 18 Länderspiele im Rahmen der Nordischen Meisterschaft, in der er am 4. Oktober 1959 beim 4:0-Sieg über die Nationalmannschaft Finnlands debütierte. Bei seinen beiden Teilnahmen 1960–63 und 1964–67 schloss er diese mit seiner Mannschaft jeweils als Zweitplatzierter hinter der Nationalmannschaft Schwedens ab. Des Weiteren wurde er 1959 und 1963 je dreimal in den Qualifikationsspielen für die jeweiligen olympischen Fußballturniere eingesetzt. Im Jahr 1960 war er in Rom mit seiner Mannschaft in diesem Turnier vertreten; er bestritt alle Spiele der Gruppe C, aus der er mit seiner Mannschaft als Sieger hervorgegangen war, sowie das mit 2:0 gewonnene Halbfinale gegen die Nationalmannschaft Ungarns. Das am 10. September im Olympiastadion Rom ausgetragene Finale wurde mit 1:3 gegen die Nationalmannschaft Jugoslawiens verloren.

## Erfolge
- Olympische Silbermedaille 1960
- Vierter Europameisterschaft 1964
- Zweiter Nordische Meisterschaft 1963, 1967
- Dritter der Meisterschaft 1963, 1965
- Meister der 2. Division 1958 und Aufstieg in die 1. Division